# Juan Cruz Varela
Juan Cruz Varela (Buenos Aires, 23 novembre 1794 – Montevideo, 23 giugno 1839) è stato un poeta, scrittore, drammaturgo, giornalista e politico argentino.

## Biografia
Indirizzato verso studi teologici, frequentò prima il Colegio Montserrat di Cordoba e poi la locale università, presso la quale si laureò nel 1816.
Nel 1817 pubblicò la sua prima poesia, Elvira. L'anno successivo pubblicò A los valientes defensores de la libertad en la llanura de Maipo, dedicato alla vittoria cilena nella battaglia di Maipú. Nel 1820 uscì un'elegia sulla morte del  generale Manuel Belgrano. Continuò poi a scrivere poesia, attività alla quale affiancò quella di drammaturgo a partire dal 1823.
Durante il mandato di Martín Rodríguez, divenne deputato per la provincia di Buenos Aires. Divenne quindi amico del primo presidente argentino, Bernardino Rivadavia e, dal 1826, segretario del Congreso General de las Provincias Unidas del Río de la Plata e deputato della Costituente. In quel periodo fondò e diresse diversi giornali liberali, fra cui El Pampero e El Mensajero Argentino (dal 1825 al 1827), El Granizo e El Porteño (1827), e El Tiempo (dal 1828 al 1829).
Dopo la deposizione di Rivadavia, Varela, col proprio fratello minore Florencio, si trasferì a Montevideo, dove diede alle stampe El patriota, giornale d'opposizione al dittatore Juan Manuel de Rosas. Ha tradotto anche poesie e opere di teatro latine.

## Opere

### Poesie
- La Elvira (1817)
- A los valientes defensores de la libertad en la llanura de Maipo (1818)
- Triunfo de Ituzaingó (1827)
- El jardín de Delia
- Canto a San Martín y Balcarce
- El 25 de mayo de 1838

### Sonetti
- A la memoria de mi padre
- A don Mariano Moreno
- Al que desmaya en nuestro sistema por los contrastes que ha padecido
- Al general don Manuel Belgrano
- A la muerte del Dr. D. Juan N. Sola
- A don Martín Rodríguez en su regreso a la campaña de Santa Fe

### Teatro
- Dido (1823)
- Argia (1824)
- Idomeneo (1825)